# 许虹 (医生)
许虹（1961年—），浙江宁波人，汉族，中华人民共和国政治人物，中国致公党党员，第十二届全国人民代表大会云南地区代表。

## 生平
毕业于昆明医学院神经外科专业。2013年，担任全国人大代表。2018年2月24日，当选为第十三届全国人大代表。